# الحمر (المخادر)

تعديل مصدري - تعديل

الحمر محلة تابعة لقرية رهيش، التابعة لعزلة بني سرحة بمديرية المخادر إحدى مديريات محافظة إب في الجمهورية اليمنية، بلغ تعداد سكانها 52 حسب تعداد اليمن لعام 2004.